# Bławatnikowate
Bławatnikowate (Cotingidae) – rodzina ptaków z rzędu wróblowych (Passeriformes), obejmująca ponad 60 gatunków. Występują w Ameryce Południowej i Centralnej oraz w Meksyku.
Długość ciała bławatników waha się od 8 do 50 cm, masa zaś wynosi 6–400 g. Upierzenie bardzo zróżnicowane, występuje wyraźny dymorfizm płciowy; u samców występują barwy czerwone, fioletowe i błękitne. W piórach pochodzących od 25 gatunków, ze wszystkich linii rozwojowych w rodzice, stwierdzono występowanie 16 różnych karotenoidów. Występują również ozdoby w postaci wyrostków skórnych, brodawek lub fragmentów nagiej skóry.
Pożywienie stanowią zwykle owoce i owady. Przedstawiciele Rupicolini są w większości owocożerni. Ziołosieki (Phytotoma) zjadają także pąki roślinne i nasiona. Jemiołusznik (Zaratornis stresemanni) zgodnie z nazwą żywi się głównie jemiołami. W lęgu 1–3 jaja o barwie płowożółtej lub oliwkowej, z brązowymi albo szarymi plamkami. Inkubacja trwa 19–28 dni, młode pozostają w gnieździe 21 do 44 dni.

## Podział systematyczny
Do rodziny zaliczane są następujące podrodziny:
- Pipreolinae Tello, Moyle, Marchese & Cracraft, 2009 – owocojady
- Cotinginae Bonaparte, 1849 – bławatniki